# Контрольная (посёлок при станции)
Контрольная — посёлок при станции в Промышленновском районе Кемеровской области. Входит в состав Тарабаринского сельского поселения.

## География
Центральная часть населённого пункта расположена на высоте 179 метров над уровнем моря.

## Население
По данным Всероссийской переписи населения 2010 года, в посёлке при станции Контрольная проживает 170 человек (82 мужчины, 88 женщин).